# Distintivo de Piloto/Observador
O Distintivo de Piloto/Observador (em alemão:  Flugzeugführer und Beobachterabzeichen) foi um distintivo militar da Alemanha Nazi durante a Segunda Guerra Mundial. Era atribuído a pilotos e observadores da Luftwaffe que já tinham os distintivos de aviador e de observador. Criado pelo comandante-em-chefe da Luftwaffe Hermann Göring, era usado no uniforme militar, na zona do peito, do lado esquerdo. Visava substituir o Distintivo de Tripulação da Luftwaffe.